# Le Temps et le Vent
Le Temps et le Vent (O Tempo e o Vento) est une mini-série brésilienne en quatre parties totalisant 30 épisodes de 50 minutes, créée par Doc Comparato (pt) d'après le roman éponyme d'Érico Veríssimo, et diffusée au Brésil du 22 avril au 31 mai 1985 sur le réseau Globo. La série se compose de quatre parties :
- Ana Terra : en France, cette partie a été diffusée le 13 juillet 1991 sous le titre Le Temps et le Vent sur Canal+, sous la forme compactée d'un téléfilm de 100 minutes.
- Um Certo Capitão Rodrigo : en France, cette partie a été diffusée le 10 août 1991 sous le titre La Bataille de Santa Fé sur Canal+, sous la forme compactée d'un téléfilm de 100 minutes.
- A Teiniaguá
- O Sobrado

## Distribution

### Le Temps et le Vent (Ana Terra)
- Glória Pires : Ana Terra
- Lima Duarte (pt) (VF : Pierre Hatet) : le major Rafael Pinto Bandeira
- Marlise Saueressig (pt) (VF : Ginette Pigeon) : Henriqueta Terra
- Camilo Bevilacqua (pt) (VF : Bernard Lanneau) : Antônio Terra
- Marco Breda (pt) : Horácio Terra
- Kasé Aguiar : Pedro Missioneiro
- (VF : Vincent Violette) : le narrateur

### La Bataille de Santa Fé (Um Certo Capitão Rodrigo)
- Tarcísio Meira : le capitaine Rodrigo Cambará
- Louise Cardoso : Bibiana Terra-Cambará
- Heloísa Mafalda (pt) : Arminda Terra
- José de Abreu : Juvenal Terra
- Mário Lago : le père Lara
- Cláudio Mamberti (pt) : Nicolau
- Antônio A. Fagundes (pt) : le général Bento Gonçalves da Silva

### A Teiniaguá
- Carla Camurati : Luzia
- Lílian Lemmertz (pt) : Bibiana Terra-Cambará
- Nicácio Fagundes : Fandanguinho

### O Sobrado
- Armando Bógus (pt) : le colonel Licurgo Terra-Cambará
- Lélia Abramo (pt) : Bibiana Terra-Cambará
- José Lewgoy : le colonel Bento Amaral
- Paulo José (pt) : Alvarino Amaral
- Bete Mendes (pt) : Maria Valéria Terra
- Osvaldo Louzada : Florêncio Terra
- Chaguinha (pt) : Tinoco

## Commentaires
Le roman d'Érico Veríssimo fut précédemment adapté en feuilleton télévisé brésilien en 1967 sous le titre O Tempo e o Vento (pt), diffusé au Brésil sur la chaîne TV Excelsior.